# Roka Žlindre

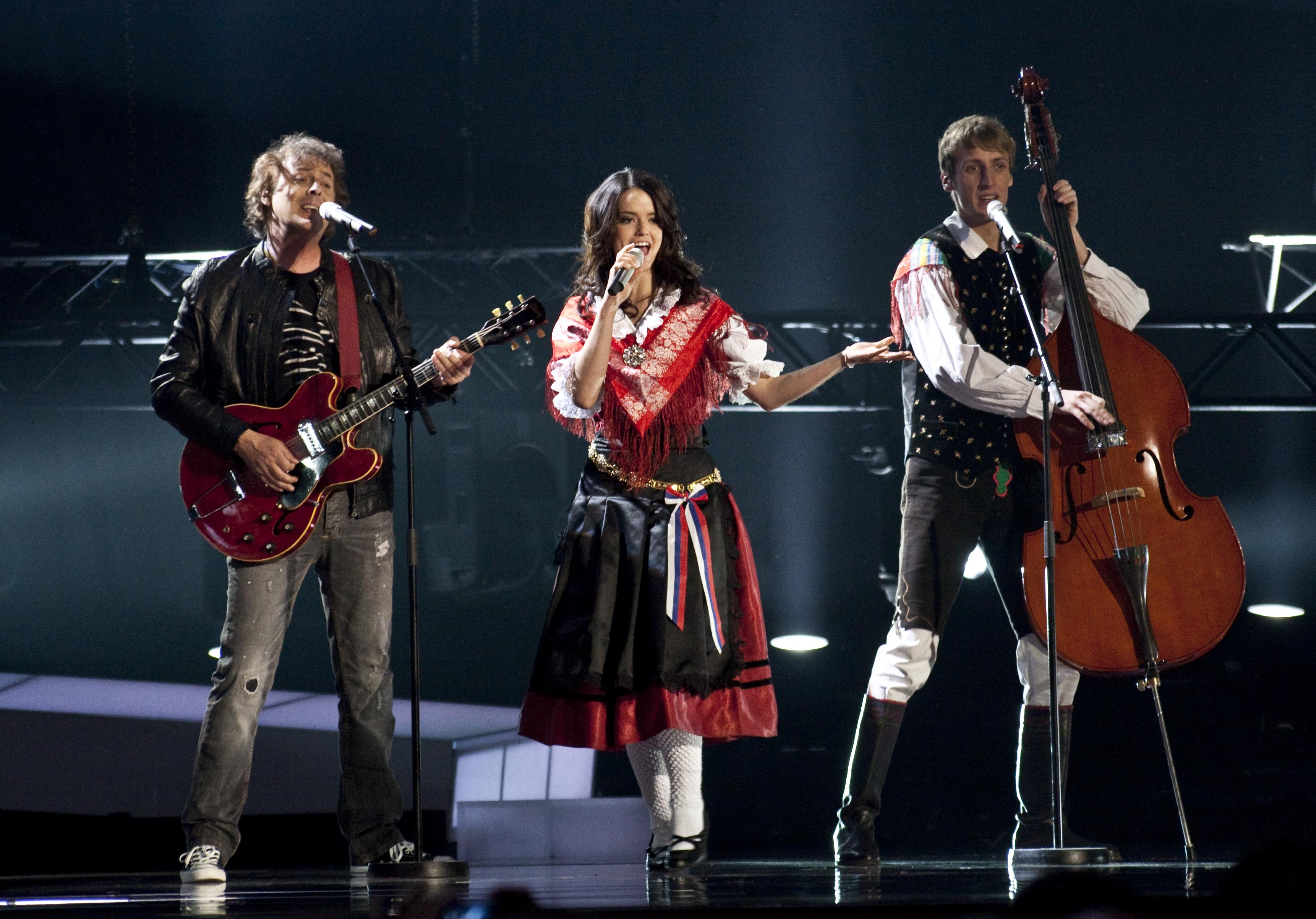
Roka Žlindre

Roka Žlindre de Ljubljana é uma cantora da Eslovénia.
Irá representar o seu país, a Eslovénia, no Festival Eurovisão da Canção 2010, em Oslo, Noruega, juntamente com Kalamari, com a música Narodnozabavni rock, cantada exclusivamente emesloveno.